# Laugh Now Cry Later
Laugh Now Cry Later is een nummer van de Canadese rapper Drake uit 2020, in samenwerking met de Amerikaanse rapper Lil Durk. Het is de eerste single Drake's aankomende zesde studioalbum Certified Lover Boy.
De bijbehorende videoclip werd opgenomen in het hoofdkantoor van Nike. "Laugh Now Cry Later" werd in diverse landen een grote hit, vooral in Noord-Amerika en op de Britse eilanden. In Drake's thuisland Canada was het goed voor een nummer 1-notering, en in de Amerikaanse Billboard Hot 100 kwam het op de 2e positie terecht. In het Nederlandse taalgebied was het nummer iets minder succesvol; het haalde de 8e positie in de Nederlandse Tipparade en de 47e positie in de Vlaamse Ultratop 50.